# سانجونیشی سانه‌ئدا
سانجونیشی سانه‌ئدا (به ژاپنی: 三条西 実条 さんじょうにし さねえだ)؛ (تولد ۱۵۷۵ – مرگ ۲۲ نوامبر ۱۶۴۰)، یک اشراف درباری پسر سانجونیشی کینکونی در دوره ادو در زمان شوگون سوم توکوگاوا ایه‌میتسو بود.
پدرش سانجونیشی کینکونی برادرزاده همسر اینابا یوشی‌میچی، پدربزرگ مادری کاسوگا نو تسوبونه (دایه شوگون سوم) بود و او کاسوگا نو تسوبونه را آموزش داد و بزرگ کرد.
پس از آن، کاسوگا نو تسوبونه دختر خوانده سانجونیشی سانه‌ئدا، پسر ارشد شاهزاده شد.